# Eulipotifles
Els eulipotifles (‘realment grassos i cecs’) són un ordre de mamífers que té el suport de les dades filogenètiques moleculars. Conté els laurasiateris de l'antic ordre dels lipotifles, però no els afroteris (tenrecs i talps daurats, actualment classificats al seu propi ordre, Afrosoricida). Al seu torn, el clade Lipotyphla havia estat creat a partir de l'eliminació de diversos grups de l'antic tàxon calaix de sastre dels insectívors.
Així doncs, els eulipotifles inclouen els eriçons i gimnurs (erinacèids anteriorment classificats en l'ordre dels erinaceomorfs), els almiquins, desmaninis, talps i talps musaranya (tàlpids) i les musaranyes autèntiques (sorícids). Abans, les musaranyes autèntiques, els talps i els almiquins es classificaven en l'ordre dels soricomorfs, però s'han trobat proves que es tractava d'un grup parafilètic, car els erinacèids són el tàxon germà de les musaranyes.
Cladograma de les famílies d'eulipotifles vivents:
|  | Talpidae                                                  |
|  |                                                           |
|  | \| \| Soricidae \| \| \| \| \| \| Erinaceidae \| \| \| \| |
|  |                                                           |
|  | Soricidae                                                 |
|  |                                                           |
|  | Erinaceidae                                               |
|  |                                                           |

|  | Soricidae   |
|  |             |
|  | Erinaceidae |
|  |             |

|  | Talpidae                                                  |
|  |                                                           |
|  | \| \| Soricidae \| \| \| \| \| \| Erinaceidae \| \| \| \| |
|  |                                                           |
|  | Soricidae                                                 |
|  |                                                           |
|  | Erinaceidae                                               |
|  |                                                           |

|  | Soricidae   |
|  |             |
|  | Erinaceidae |
|  |             |